# Глухий ясенний дрижачий
Глухий ясенний дрижачий відрізняється від дзвінкого ясенного дрижачого /r/ лише відсутністю вібрації голосових зв'язок. Цей звук існує в кількох мовах, зазвичай разом із дзвінкою його версією, як подібна фонема або алофон.
Праіндоєвропейське *sr із часом розвинулось і стало в давньогрецькій мові ⟨ῥ⟩, тобто символом, що позначається літерою на позначення звука /r/ та діакритичним знаком звука /h/. Скоріше за все, це був глухий ясенний дрижачий, що став алофоном /r/ на початку слова в аттичному діалекті, та якого вже не існує у сучасній грецькій.
- ПІЄ *srew- > давньогрецьке ῥέω "литися, текти", скоріше за все вимовлялося як [r̥é.ɔː]

## Властивості
Властивості глухого ясенного дрижачого:
- Спосіб творення — дрижачий, тобто він артикулюється дрижанням язика в місці творення.
- Місце творення — зубне, ясенне або заясенне, тобто звук артикулюється проти верхніх передніх зубів, ясенного бугорка, або за ясенним бугорком. Найчастіше є апікальним, тобто зазвичай звук артикулюється кінчиком язика[1].
- Тип фонації — глуха, тобто цей звук вимовляється без вібрації голосових зв'язок.
- Це ротовий приголосний, тобто повітря виходить крізь рот.

- Це центральний приголосний, тобто повітря проходить над центральною частиною язика, а не по боках.

- Механізм передачі повітря — егресивний легеневий, тобто під час артикуляції повітря виштовхується крізь голосовий тракт з легенів, а не з гортані, чи з рота.

## Приклади
| Мова              | Мова                  | Слово          | МФА           | Значення               | Примітки |
| ----------------- | --------------------- | -------------- | ------------- | ---------------------- | --- |
| Дарумбал          | Дарумбал              | barhi          | [ˈbar̥i]       | 'камінь'               | Розрізняється з /r/. |
| Естонська         | Естонська             |                |               |                        | Алофон /r/ наприкінці слова після /t, s, h/. |
| Нідерландська     | Нідерландська         | herinvoering   | [ɦɛr̥ɪnvuːrɪŋ] | 'поновлення на роботі' | Можливий алофон /r/ наприкінці слова; |
| Ісландська        | Ісландська            | hrafn          | [ˈr̥apn̥]       | 'крук'                 | Розрізняється з /r/. Деякі мовці можуть натомість вимовляти глухий одноударний. Також у прикладі є [n̥].                                                   |
| Конда             | Конда                 | puRi           | [pur̥i]        | 'мурашник'             | Є розрізнення між /ɾ r r̥ ɽ/. |
| Лезгинська        | Лезгинська            | крчар/krčar    | [ˈkʰr̥t͡ʃar]    | 'роги'                 | Алофон /r/ між глухими обструентами |
| Лімбурзька        | Хассельтський діалект | geer           | [ɣeːr̥]        | 'запах'                | Можливий алофон /r/ наприкінці слова; Також може бути увулярним [ʀ̥].                                                                                      |
| Мокшанська        | Мокшанська            | нархне/närhn'e | [ˈnar̥nʲæ]     | 'ці травинки'          | Є розрізнення з /r/: нарня [ˈnarnʲæ] "коротка трава". Є також палаталізована фонема /r̥ʲ/: марьхне [ˈmar̥ʲnʲæ] "ці яблука", але марьня [ˈmarʲnʲæ] "яблучко" |
| Нівхська          | Амурський діалект     | р̌ы/řy          | [r̥ɨ]          | 'двері'                | Розрізняється з /r/. У сахалінському діалекті зазвичай це фрикативний звук: ⟨r̝̊⟩.                                                                          |
| Північна цзянська | Північна цзянська     |                |               |                        | Є розрізнення з /r/ |
| Польська          | Польська              | krtań          | [ˈkr̥täɲ̟]      | 'гортань'              | Алофон /r/ між глухими приголосними або наприкінці слова після глухих приголосних.                                                                        |
| Українська        | Українська            | центр/centr    | [t̪͡s̪ɛn̪t̪r̥]      | 'центр'                | Алофон /r/ наприкінці слова після /t/. |
| Валлійська        | Валлійська            | Rhagfyr        | [ˈr̥aɡvɨr]     | 'грудень'              | Розрізняється з /r/. |
| Яйґір             | Яйґір                 | dirha          | [ˈdir̥a]       | 'зуб'                  | Розрізняється з /r/. |
| Сапотецька        | Кьеголанійська        | rsil           | [r̥sil]        | 'рано'                 | Розрізняється з /r/. |